# Commiphora pubescens
Commiphora pubescens är en tvåhjärtbladig växtart som först beskrevs av Wight & Arn., och fick sitt nu gällande namn av Adolf Engler. Commiphora pubescens ingår i släktet Commiphora och familjen Burseraceae. Inga underarter finns listade i Catalogue of Life.